# HD 73752
HD 73752，又名BD-22 2345，SAO 176226、HR 3430，是罗盘座的一颗恒星，视星等为5.05，位于銀經245.9，銀緯11.31，其B1900.0坐标为赤經8h 34m 45.2s，赤緯-22° 11.31′ 18″。